# È tutto vero
È tutto vero (It's All True) è un film incompleto in tre episodi diretto dal regista Orson Welles nel 1942. Il film, mai montato e mai presentato al pubblico da Welles, è stato rieditato nel 1993.

## Produzione
Si tratta di uno dei tre film girati in Brasile da Orson Welles su commissione della RKO per dimostrare le buone relazioni tra gli Stati Uniti e i paesi sudamericani durante la seconda guerra mondiale.
Le pellicole furono "dimenticate" per oltre quarant'anni negli archivi della RKO; mentre dei primi due episodi rimangono solo pochi frammenti, l'ultima parte, completamente restaurata, è stata presentata alla Mostra di Venezia nel 1986.